# Pandanus tongatapuensis
Pandanus tongatapuensis är en enhjärtbladig växtart som beskrevs av Harold St.John. Pandanus tongatapuensis ingår i släktet Pandanus och familjen Pandanaceae.
Artens utbredningsområde är Tonga. Inga underarter finns listade.